# Tre fratelli in gamba
Tre fratelli in gamba è un film del 1939 diretto da Alberto Salvi.
Prodotto da Ettore Catalucci la pellicola è stata girata negli studi della Titanus ottenendo il visto censura n. 30503 il 31 gennaio 1939.